# Joe Weider
Josef E. "Joe" Weider (Montreal, 29 de novembro de 1919 – Los Angeles, 23 de março de 2013) foi um canadense co-fundador da International Federation of BodyBuilders (IFBB) (junto com seu irmão Ben Weider) foi o criador do Mr. Olympia em 1949, Ms. Olympia e dos extintos torneios de fisiculturismo Masters Olympia. Também era o editor de diversas revistas relacionadas ao fisiculturimo e a fitness, mais notavelmente Muscle & Fitness, Flex, Men's Fitness e Shape e é o fabricante de uma linha de equipamentos e suplementos de ginástica.